# Rafael Orozco, el ídolo
Rafael Orozco, el ídolo är en biografisk TV-serie baserad på den colombiansk sångare Rafael Orozco Maestre liv och karriär, med Alejandro Palacio, Taliana Vargas, Maritza Rodríguez och Mario Espitia i huvudrollerna. Serien började den 20 november 2012.

## Rollista (i urval)
- Alejandro Palacio – Rafael Orozco Maestre
- Taliana Vargas – Clara Cabello de Orozco
- Maritza Rodríguez – Martha Mónica Camargo
- Mario Espitia – Ernesto "Teto" Tello
- Ángela Vergara – Mariela de Cabello
- Alberto Pujol – Jacinto Cabello
- Myriam de Lourdes – Cristina Maestre de Orozco
- Rafael Camerano – Rafael Orozco Fernández
- Gabriela Ávila – Betty Cabello
- Martín Armenta – Jeremías Orozco
- Camila Zárate – Luisa
- Peter Cárdenas – Misael Orozco
- María Teresa Carrasco – Myriam Cabello
- Freddy Flórez – Hernán Murgas
- Cristina García – Ninfa
- Rafael Ricardo – Compai Chipuco
- Víctor Navarro – Luciano Poveda
- Éibar Gutiérrez – Egidio Oviedo
- Rafael Santos – Dionisio Maestre
- Aco Pérez – Virgilio Barrera
- Mauricio Castillo – basist
- Carlos Andrés Villa – Israel Romero